# Crepis micrantha
Crepis micrantha ist eine Pflanzenart aus der Gattung Pippau (Crepis) in der Familie der Korbblütler (Asteraceae).

## Merkmale
Crepis micrantha ist ein einjähriger Schaft-Therophyt, der Wuchshöhen von meist 30 bis 80, selten ab 14 und bis 100 Zentimetern erreicht. Die zahlreichen Körbchen sind in einer Schirmtraube angeordnet. Die Hülle ist 4 bis 6 Millimeter groß und besitzt wie die Blätter drüsenlose und meist steife Haare. Es sind 5 äußere Hüllblätter vorhanden, welche ungefähr ein Drittel so lang wie die inneren sind. Die inneren Hüllblätter sind nicht verhärtet und schließen die äußeren Früchte nicht ein. Die Früchte sind 1,4 bis 2 Millimeter groß und zylindrisch. Die äußeren Früchte sind nicht zusammengedrückt.
Die Blütezeit reicht von Mai bis August.
Die Chromosomenzahl beträgt 2n = 8.

## Vorkommen
Crepis micrantha kommt im östlichen Mittelmeerraum vor. Ihr Verbreitungsgebiet umfasst Griechenland, die Ukraine, Ägypten, die Sinaihalbinsel, Zypern, die Türkei, Irak, Iran, Syrien, Turkmenistan, den Kaukasusraum und Israel.
Die Art wächst auf Kultur- und Brachland sowie an Flussufern und Waldrändern. Auf Kreta ist sie in Höhenlagen von 0 bis 1600 Meter zu finden.

## Taxonomie
Ein Synonym für Crepis micrantha Czerep. ist Crepis parviflora Desf. ex Pers. non Moench.

## Belege
1. 1 2 3 4  Ralf Jahn, Peter Schönfelder: Exkursionsflora für Kreta. Mit Beiträgen von Alfred Mayer und Martin Scheuerer. Eugen Ulmer, Stuttgart (Hohenheim) 1995, ISBN 3-8001-3478-0, S. 341.
2. ↑   Tropicos.
3. ↑   Crepis im Germplasm Resources Information Network (GRIN), USDA, ARS, National Genetic Resources Program. National Germplasm Resources Laboratory, Beltsville, Maryland. Abgerufen am 4. April 2018.